# Damned Damned Damned
Damned Damned Damned fue el álbum debut de la banda británica The Damned. Fue lanzado el 18 de febrero de 1977 convirtiéndose así en el primer álbum de punk rock de una banda del Reino Unido. Sumado a esto, el sencillo "New Rose", lanzado el 22 de octubre de 1976, fue también el primero emitido por una banda punk británica.

## Listado de temas
1. "Neat, Neat, Neat" – 2:46
2. "Fan Club" – 3:00
3. "I Fall" – 2:08
4. "Born to Kill" – 2:37
5. "Stab Your Back" – 1:03
6. "Feel the Pain" – 3:37
7. "New Rose" – 2:44
8. "Fish" – 1:38
9. "See Her Tonight" – 2:29
10. "One of the Two" – 3:10
11. "So Messed Up" – 1:55
12. "I Feel Alright" (cover de "1970" de The Stooges) – 4:26

## Personal
- Dave Vanian - voz
- Brian James - guitarra
- Captain Sensible - bajo
- Rat Scabies - batería